# PlayStation Store
PlayStation Store是索尼互動娛樂提供的PlayStation系列游戏机數位媒體商店。其拥有包括数字版游戏、DLC、游戏试玩版、主题背景、音乐、影视在内的一系列付费及免费内容。它是PlayStation Network的一部分。

## 支援平台

### PlayStation 3
PlayStation Store在2006年11月11日，即PlayStation 3发售当日上线。原計劃2021年7月2日起終止購買服務，但因玩家的強烈反對而繼續維持服務。

### PlayStation Portable
最早只能通过Media Go在电脑下载PlayStation Store中内容后传输至PlayStation Portable内。2008年，PSP更新5.0版本固件后可直接通过Wi-Fi网络连接至PlayStation Store。2016年3月2日起終止PSP上的PlayStation Store服務，玩家仍可透過網頁版或PS3連結PlayStation Store購買PSP遊戲再傳輸到PSP遊玩。原计划2021年7月2日起不能在PSP购买，后延长至7月6日，玩家仍能下载已购买的内容。在PS3和PSV虽仍能继续购买PSP游戏，但不能在游戏内购买内容。

### PlayStation Vita
2011年12月17日，PlayStation Store在PlayStation Vita发售时同步支持该机。原計劃2021年8月27日起終止購買服務，但因玩家的強烈反對而繼續維持服務。

### PlayStation 4
2013年11月15日，PlayStation Store在PlayStation 4发售时同步支持该机。

### PlayStation 5
2020年11月12日，PlayStation Store在PlayStation 5於北美、澳洲、紐西蘭、日本及韓國發售时同步支持该机，同年11月19日擴及中國大陸以外全球各國。

### 网页
2013年1月，PlayStation Store推出网页版，用户可在网页购买内容后将其加入下载列表，游戏机在开机状态会自动进行下载。
2015年10月，增加愿望单（Wishlist，官方译为收藏夾）功能。